# Отсчётный скетч
Отсчётный скетч (англ. Count sketch) — метод уменьшения размерности, используемый в статистике, машинном обучении и алгоритмах обработки больших данных. Может быть использован для ускорения ядерного метода и билинейного пулинга в нейронных сетях, а также в численных алгоритмах линейной алгебры.

## Особенности
В отличие от тензорного скетча отсчётный скетч оперирует так называемым внешним произведением векторов:
{\displaystyle \mathbf {a} \otimes \mathbf {b^{T}} \rightarrow {\begin{bmatrix}a_{1}\\a_{2}\\a_{3}\\a_{4}\end{bmatrix}}{\begin{bmatrix}b_{1}&b_{2}&b_{3}\end{bmatrix}}={\begin{bmatrix}a_{1}b_{1}&a_{1}b_{2}&a_{1}b_{3}\\a_{2}b_{1}&a_{2}b_{2}&a_{2}b_{3}\\a_{3}b_{1}&a_{3}b_{2}&a_{3}b_{3}\\a_{4}b_{1}&a_{4}b_{2}&a_{4}b_{3}\end{bmatrix}}},
где {\displaystyle \otimes } означает произведение Кронекера.
Существенно, что отсчётный скетч от такого произведения двух векторов 
{\displaystyle C(x\otimes x^{T})}
эквивалентен векторной свёртке
{\displaystyle C^{(1)}x\ast C^{(2)}x^{T}},
гдe {\displaystyle C^{(1)}} и {\displaystyle C^{(2)}} являются независимыми матрицами. 
Для сокращения вычислительных затрат на реализацию свёртки нескольких отсчётных скетчей может быть использовано быстрое преобразование Фурье.